# Говорят женщины
«Говорят женщины» (англ. Women Talking) — художественный фильм режиссёра Сары Полли, основанный на одноимённом романе Мириам Тоус 2018 года.
Мировая премьера фильма состоялась на кинофестивале в Теллуриде 2 сентября 2022 года. Кинотеатральная премьера запланирована на 2 декабря 2022 года. 27 января 2023 года был выпущен в широкий прокат. Фильм получил положительные отзывы критиков, которые высоко оценили сценарий и режиссуру Полли, игру актёров (особенно Фой, Бакли и Уишоу). Фильм вошел в десятку лучших фильмов 2022 года по версии Национального совета по рецензиям и Американского института кино, получил награду за лучший адаптированный сценарий на 28-й церемонии Critics' Choice Awards, 75-й церемонии Премии Гильдии сценаристов США и 95-й церемонии «Оскар», где он также был номинирован в категории «Лучший фильм».

## Сюжет
Однажды вечером восемь женщин-меннонитов забираются на сеновал, чтобы провести тайное собрание. В течение последних двух лет каждая из них и более сотни других девушек в изолированной колонии были неоднократно одурманены наркотиками и изнасилованы мужчинами из колонии, которые, как им сказали, являются демонами, пришедшими наказать их за грехи.
В отсутствие мужчин женщины рассматривают три варианта: либо ничего не делать, либо остаться и бороться с преступлением, либо покинуть общину. Некоторые женщины боятся, что любой акт сопротивления может поставить под угрозу их попадание в рай. Другие твёрдо убеждены, что не смогут выжить без мужей и сыновей. Некоторые женщины, однако, готовы пойти на любые меры, чтобы избежать кошмара домашней жизни. Они настаивают на том, что «правда сильнее», чем навязанные правила общества. История заканчивается «триумфальной, чрезвычайно приятной развязкой».

## В ролях
- Фрэнсис Макдорманд — Скарфейс Янц
- Бен Уишоу — Август Эпп
- Руни Мара — Она Фризен
- Клэр Фой — Саломея Фризен
- Джесси Бакли — Мариш Лоуэн
- Джудит Айви — Агата
- Шейла Маккарти — Грета
- Мишель Маклеод — Меджал

## Производство
В декабре 2020 года стало известно, что Фрэнсис Макдорманд исполнит одну из ролей в фильме, сценаристом и режиссером которого выступит Сара Полли. В июне 2021 года к актёрскому составу присоединились Бен Уишоу, Руни Мара, Клэр Фой, Джесси Бакли, Джудит Айви, Шейла Маккарти и Мишель Маклеод. Хильдур Гурнадоттир написала музыку к фильму.
Съёмки прошли с 19 июля по 10 сентября 2021 года в Торонто.

## Релиз
Мировая премьера фильма состоялась на кинофестивале в Теллуриде 2 сентября 2022 года. Фильм также будет показан на Международном кинофестивале в Торонто 13 сентября 2022 года, а затем на 60-м Нью-Йоркском кинофестивале в октябре 2022 года.
В ограниченный прокат фильм выйдет 2 декабря 2022 года, а в широкий прокат — 23 декабря 2022 года.

## Критика
Уже до выхода фильма в прокат англо-американские СМИ включили его в число возможных главных событий 2022 киногода и считали одним из фаворитов на «Оскар» 2023 года. Режиссёрская работа Полли также была выдвинута в качестве возможной заявки на Венецианский кинофестиваль и Международный кинофестиваль в Торонто в августе/сентябре 2022 года. Фильм получил одобрение критиков, которые высоко оценили режиссуру Полли, игру актёров, сценарий и музыку, но раскритиковали цветокоррекцию.
На сайте Rotten Tomatoes фильм имеет рейтинг 89 % основанный на 170 отзывах, со средней оценкой 8,1 из 10.
На кинофестивале в Торонто фильм получил второе место по итогам зрительского голосования.